# 垂水市
垂水市（日语：／ Tarumizu shi */?）是位于日本鹿兒島縣轄下的一個城市，位於大隅半島的西北部，面向鹿兒島灣並與櫻島相接。人口逐年減少，目前人口有過少化的傾向。
一般認為名稱是由於過去垂水城所在地的懸崖下方，有泉水從岩石間的縫隙滴下，並成為附近唯一的飲用水來源，因此命名為「垂水」。

## 歷史
歷史記載上，垂水的名字最早出現在1120年的平安時代，上總介舜清從宇佐來到下大隅建了垂水城。
1598年直到明治維新期間約250年，由垂水島津家治理垂水地區。直到1889年實施町村制設置了垂水村，並逐漸成長為垂水町和今天的垂水市。

### 年表
- 1889年4月1日：實施町村制，現在的轄區在當時分別屬於南大隅郡垂水村、牛根村、肝屬郡新城村。
- 1896年3月29日：南大隅郡被併入肝屬郡。
- 1924年12月1日：垂水村改制為垂水町。
- 1955年1月10日：垂水町、新城村和牛根村合併為新設置的垂水町。
- 1958年10月1日：垂水町改制為垂水市。

| 1889年4月1日    | 1889年-1910年              | 1910年-1930年              | 1930年-1950年              | 1950年-1970年              | 1970年-1990年              | 1990年-現在                | 現在                       |
| --------------- | -------------------------- | -------------------------- | -------------------------- | -------------------------- | -------------------------- | -------------------------- | -------------------------- |
| 肝屬郡 新城村   | 肝屬郡 新城村              | 肝屬郡 新城村              | 肝屬郡 新城村              | 1955年1月10日 合併為垂水町 | 1958年10月1日 改制為垂水市 | 1958年10月1日 改制為垂水市 | 1958年10月1日 改制為垂水市 |
| 南大隅郡 垂水村 | 1896年3月29日 肝屬郡垂水村 | 1924年12月1日 改制為垂水町 | 1924年12月1日 改制為垂水町 | 1955年1月10日 合併為垂水町 | 1958年10月1日 改制為垂水市 | 1958年10月1日 改制為垂水市 | 1958年10月1日 改制為垂水市 |
| 南大隅郡 牛根村 | 1896年3月29日 肝屬郡牛根村 | 1896年3月29日 肝屬郡牛根村 | 1896年3月29日 肝屬郡牛根村 | 1955年1月10日 合併為垂水町 | 1958年10月1日 改制為垂水市 | 1958年10月1日 改制為垂水市 | 1958年10月1日 改制為垂水市 |

## 交通

### 機場
- 鹿兒島機場（位於霧島市）

### 鐵路
目前轄區內無鐵路經過，過去曾有國鐵 大隅線通過，但已於1987年停駛。
- 國鐵
  - 大隅線：新城車站 - 諏訪車站 - 柊原車站 - 濱平車站 - 垂水車站 - 海潟溫泉車站 - 大隅麓車站 - 大隅邊田車站 - 大隅二川車站 - 大隅境車站

## 觀光資源
- 垂水城遺跡
- 猿城溪谷
- 海潟溫泉
- 松崎城遺跡

## 教育

### 高等學校
- 鹿兒島縣立垂水高等學校

## 本地出身之名人
- 瀨戶口藤吉：音樂家、軍艦行進曲編曲者
- 穗花：AV女優
- 和田英作：畫家

## 外部連結
- （日語） 垂水市商工會（页面存档备份，存于）
- （日語） 垂水市森林工會（页面存档备份，存于）
- OpenStreetMap上有關垂水市的地理